# Zibolkî, Jovkva
Zibolkî (în ucraineană Зіболки) este localitatea de reședință a comunei Zibolkî din raionul Jovkva, regiunea Liov, Ucraina.

## Demografie
Componența lingvistică a localității Zibolkî
     Ucraineană (99,58%)
     Alte limbi (0,25%)
Conform recensământului din 2001, majoritatea populației localității Zibolkî era vorbitoare de ucraineană (99,58%), existând în minoritate și vorbitori de alte limbi.